# 利奥波德·阿维尔巴赫
利奥波德·阿维尔巴赫（俄語： 1903年—1937年8月14日）苏联文学评论家、共青团领导人，苏联作家协会成员，曾担任俄罗斯无产阶级作家协会总书记，生于萨拉托夫，母亲是苏俄领导人雅科夫·斯维尔德洛夫和马克西姆·高尔基的养子齐诺维·彼什科夫的姐姐，阿维尔巴赫的妹妹伊达·阿维尔巴赫是苏联内务人民委员亨里希·雅戈达的妻子，阿维尔巴赫早年加入共青团，担任《莫斯科共青团员报》编辑，1920年起在青年共产国际工作，1934年与苏联作家高尔基等人合作编写了《斯大林白海-波罗的海运河修建史》，1937年依照“特别命令”被处决，1953年平反。